# Eye Water
Das Eye Water, veraltet auch Water of Eye, ist ein Fluss in den schottischen Council Areas East Lothian und Scottish Borders.

## Lauf
Das Eye Water entspringt am Osthang des 412 Meter hohen Wester Dod in den nordöstlichen Lammermuir Hills in einer Höhe von etwa 375 Metern. Seine ersten 1,5 Kilometer durch die Aikengall Community Wind Farm befinden sich in East Lothian, dann verläuft er bis zur Mündung in den Scottish Borders. Auf seinen ersten 32 Kilometern fließt das Eye Water vornehmlich in südöstlicher Richtung ab, bevor es für die letzten fünf Kilometer nach Nordosten dreht. Es mündet nach einem Lauf von insgesamt 36,16 Kilometern in Eyemouth in die Nordsee.
Der aus den Lammermuir Hills kommende Fluss nimmt entlang seines Laufs verschiedene Bäche auf. Sein Hauptzufluss ist das Ale Water, das rund zwei Kilometer vor der Mündung des Eye Water von links einmündet. Ist sein Oberlauf weitgehend unbesiedelt, passiert das Eye Water die Weiler Grantshouse und Reston sowie die Ortschaften Ayton und Eyemouth.

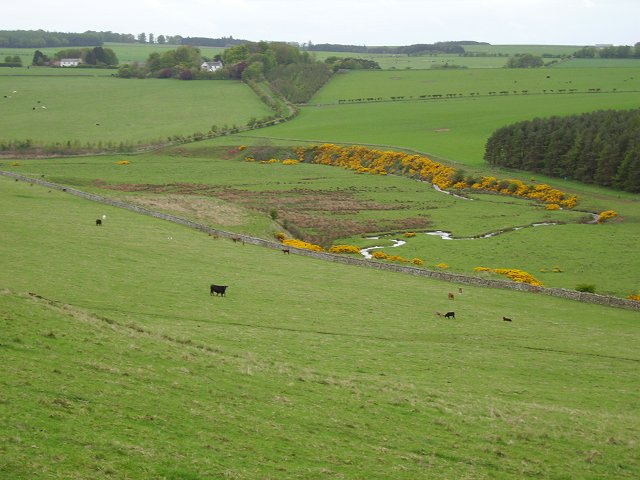
Oberlauf des Eye Water
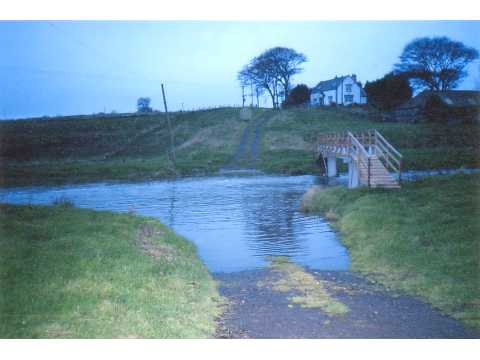
Furt durch das Eye Water
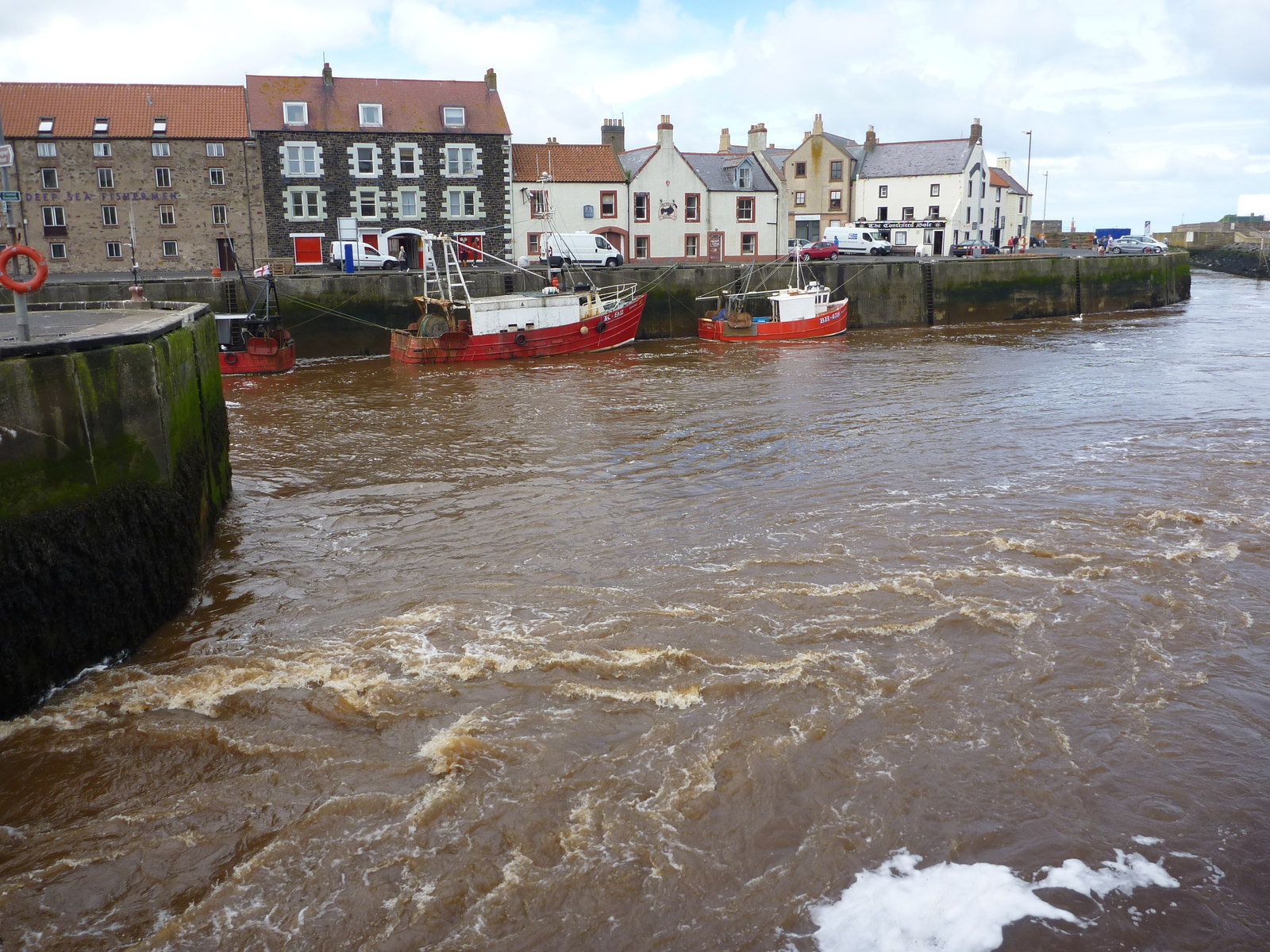
Mündung des Eye Water in den Eyemouth Harbour

## Umgebung
Vor Renton passiert das Eye Water das Herrenhaus Houndwood House, das auf einen Peel Tower aus dem späteren 16. Jahrhundert zurückgeht. Bei Ayton liegt Ayton Castle am linken Ufer. Ab Grantshouse folgen die A1 und die East Coast Main Line dem Lauf des Eye Water. Während die A1 seinen Lauf nur einmal jenseits von Ayton quert, ist die East Coast Main Line auf sieben Brücken über das Eye Water geführt. In Eyemouth quert außerdem die A1107 (Ayton–Cockburnspath).